# Des chambres et des couloirs
Pour plus de détails, voir Fiche technique et Distribution.
Des chambres et des couloirs (Bedrooms and Hallways) est un film britannique réalisé par Rose Troche et sorti en France en 1999. C'est une comédie sentimentale qui relate la vie amoureuse mouvementée d'un jeune homme qui s'intègre à un groupe de jeunes gens.

## Synopsis
Un jeune homme, Leo, qui se considère comme homosexuel, est encouragé par un collègue de travail à fréquenter un groupe New Age. Là, il est séduit par Brendan, qui se considère comme hétérosexuel et vit avec son ex, Sally. Les deux jeunes gens se lient d'amitié, mais Brendan est peu à peu séduit par Leo. Tous deux s'engagent finalement dans une relation. Mais peu à peu, Leo développe envers Sally des sentiments qu'il peine à s'avouer.

## Fiche technique
- Titre : Des chambres et des couloirs
- Titre original : Bedrooms and Hallways
- Réalisation : Rose Troche
- Scénario : Robert Farrar
- Musique originale : Ian MacPherson, Alfredo D. Troche
- Image : Ashley Rowe
- Montage : Chris Blunden
- Direction artistique : Steve Carter
- Création des décors : Richard Bridgland
- Création des costumes : Annie Symons
- Producteurs : Dorothy Berwin, Liz Bunton, Ceci Dempsey
- Sociétés de production : ARP Sélection, British Broadcasting Corporation (BBC), Pandora Cinema
- Distribution : Momentum Pictures (Royaume-Uni, tous les supports), ARP Sélection (France)
- Pays :  Royaume-Uni
- Durée : 96 minutes
- Format : 1,85:1, couleur
- Son : Dolby Digital
- Dates de sortie :
  - France : 3 février 1999
  - Royaume-Uni : 9 avril 1999
- Langue : anglais

## Distribution
- Kevin McKidd (VF : Thierry Ragueneau) : Leo
- Julie Graham (VF : Déborah Perret) : Angie
- Simon Callow (VF : Michel Papineschi) : Keith
- Con O'Neill : Terry
- Harriet Walter : Sibyl
- Christopher Fulford : Adam
- James Purefoy : Brendan
- Jennifer Ehle : Sally
- Tom Hollander : Darren
- Hugo Weaving (VF : Vincent Violette) : Jeremy
- Paul Higgins : John